# Powiat Yūbari
Powiat Yūbari (jap. 夕張郡 Yūbari-gun) – powiat w Japonii, w prefekturze Hokkaido, w podprefekturze Sorachi. W 2024 roku liczył 25 124 mieszkańców.

## Miejscowości
- Kuriyama
- Naganuma
- Yuni